# International Pole Dance Fitness Association
 (août 2019).
L'International Pole Dance Fitness Association (IPDFA) fait la promotion de la pole dance en tant qu'exercice physique.
L'organisation organise chaque année un championnat international de pole (IPC) ouvert à tout vainqueur d'un championnat national ou international. Elle dispose d'une base de données regroupant les studios de pole dance et les instructeurs du monde entier, et propose une formation certifiante d'enseignant de pole dance.
Elle a été fondée par Ania Przeplasko en 2007. L'IPDFA a été créée pour organiser ce sport au niveau international dans les deux catégories, hommes et femmes.

## Adhésion
L'adhésion est gratuite, mais pour être membre de l'IPDFA les instructeurs doivent être certifiés en secourisme et en réanimation cardio pulmonaire. Ils doivent soumettre des vidéos de leurs cours afin que les examinateurs de l'IPFDA puissent évaluer le niveau technique des instructeurs et leurs capacités à enseigner. Seuls les instructeurs certifiés IPDFA sont automatiquement éligibles pour devenir membres. Les instructeurs membres ont également la possibilité d’organiser des ateliers dans les studios membres dans le monde entier.

## Programme pédagogique
À mesure que la pole dance se développait, la demande en enseignants augmentait. Comme la plupart des instructeurs à l'époque étaient des perfomers et des artistes, beaucoup ne comprenaient pas les normes de sécurité requises pour enseigner la pole dance. L'IPDFA accrédite les instructeurs de pole sport et se concentre sur le développement de leurs compétences en tant qu'enseignant de pole. Les cours mettent l'accent sur des techniques d'enseignement sécurisantes et responsables.
Les cours couvrent l'anatomie, la physiologie, la santé et la sécurité spécifiques à la danse en général et à la pole dance en particulier; ils abordent l'initiation à la pole pour débutants, le travail au sol (floorwork), les transitions, les prises, les rotations, les assises, les cales et les techniques et propose un cadre pédagogique ainsi que des conseils sur le conditionnement physique et la flexibilité.
À côté des cours, le livre Pole Positions propose une nomenclature standardisée pour les figures de pole.
L'organisation propose une assurance pour les enseignants et les élèves qui impose à ce que les instructeurs et le studio soit accrédités, cela ajoute de la valeur aux cours dispensés dans les studios en offrant un gage de sécurité aux élèves et en leur assurant un cadre de travail qui répond à des exigences en matière de sécurité indispensable à une bonne pratique de la pole.
La certification est internationale et permet à un enseignant de proposer ses services partout dans le monde.

## Marques
Sous la marque ombrelle IPDFA se retrouvent les sociétés Beauty Factor et Viva Vertical qui gèrent plusieurs studios d'arts aériens et burlesques. Ceux-ci utilisent également les marques Viva Circus, Tease et Aerial Arts Academy. Viva Vertical est également une marque étroitement associée à IPDFA.

## Championnat international
L'International Pole Championship (IPC) est une compétition annuelle organisée par l'IPDFA. Il s'agit du premier championnat international de pole où les vainqueurs sont uniquement notés sur leurs compétences en danse, leurs techniques de figure et leur sens du spectacle. Les gagnants des championnats nationaux, quelle que soit la fédération organisatrice, sont autorisés à participer à ce championnat.

## Publications
Pole Positions est un livre qui référence toutes les figures de pole dance. Mis à jour chaque année, il s'agit d'un livre de référence pour les cours, utilisé par les studios membres de l'IPDFA dans le monde entier. Le livre sert également de scoring system pour les compétitions IPC.

## Dans les médias
L'IPDFA a été couvert par des médias internationaux. Des articles sur l'IPC et des entretiens avec des pionniers du sport ont été publiés dans Associated Press, Reuters, Huffington Post et dans d'autres médias internationaux. L'événement a été couvert par plus de 4000 médias dans 120 pays,,.

## Jeux olympiques
l'IPSF a pris l’initiative de proposer la pole comme candidat aux Jeux olympiques, suivi par la POSA. Przeplasko  et l'IPDFA soutiennent fermement cette idée et font allusion à cette démarche dans de nombreuses interviews. L'IPDFA, comme l'IPSF et la POSA cherchent à obtenir du Comité International Olympique la reconnaissance de la pole en tant que sport olympique,,.